# Sunday Morning (chanson d'Aya Kamiki)
Pour les articles homonymes, voir Sunday Morning.
Singles de Aya Kamiki
Ashita no Tame ni
(2007) Kimi Sarishi Yuuwaku
(2008)
Sunday Morning est le 8e single d'Aya Kamiki et le 7e sorti sous le label GIZA studio le 5 mars 2008 au Japon. Il arrive 28e à l'Oricon et reste classé 3 semaines pour un total de 5 885 exemplaires vendus.
Sunday Morning se trouve sur la compilation Aya Kamiki Greatest Best et, sur l'album Are you happy now? avec Just take my heart.

## Liste des titres
Toutes les paroles sont écrites par Aya Kamiki.
| 1. | Sunday Morning                | Aika Ohno       | 3:59 |
| 2. | Just take my heart            | Hitoshi Okamoto | 3:57 |
| 3. | Sunday Morning (Instrumental) | Aika Ohno       | 3:57 |

## Interprétation à un évènement
- GIRLS ONLY LIVE EVENT 「Koi no Hime Matsuri」 (3 mars 2008)